# پیر سالوادوری
پیر سالوادوری (به انگلیسی: Pierre Salvadori) (زاده ۸ نوامبر ۱۹۶۴) کارگردان فرانسوی است.

## فیلم‌شناسی
فهرست برخی از فیلم‌هایی که پیر سالوادوری در آن‌ها کارگردان بوده‌است:
- گرانبها
- دروغ زیبا